# Centropogon latifrons
Centropogon latifrons és una espècie de peix pertanyent a la família dels tetrarògids i a l'ordre dels escorpeniformes.

## Etimologia
Centropogon deriva dels mots grecs κέντρον (kéntron, fibló) i pogon (barba), mentre que l'epitet llatí
latifrons (de latus, "ample" + frōns, "front, davant") vol dir "de front ample".

## Descripció
Fa 12,5 cm de llargària màxima. 16 espines i 8 radis tous a l'aleta dorsal. 3 espines i 5 radis tous a l'anal. És de color marró groguenc bronzejat i amb una franja marró i fosca, la qual travessa el cos des de l'aleta dorsal fins a la base de les espines de l'aleta anal. Boca petita, terminal i horitzontal. Línia lateral gairebé recta. 12 radis a l'aleta caudal. En comparança amb Centropogon australis, té les cavitats occipital i interorbitària més prominents, una boca més petita i rodona, i una banda marró en forma d'una "V" estreta a la base de l'aleta caudal. 27-28 escates a la línia lateral, la qual és contínua. Absència d'aleta adiposa. Aletes pectorals amb cap espina i 12-13 radis tous. Aletes pelvianes amb 1 espina i 5-5 radis tous.

## Hàbitat i distribució geogràfica
És un peix marí i d'aigües salabroses (entra al estuaris), bentònic, associat als esculls i a les praderies marines costaneres i somes, i de clima subtropical (33°S-44°S), el qual viu a l'Índic oriental: és un endemisme del sud d'Austràlia (des de l'extrem occidental de la Gran Badia Australiana -Austràlia Meridional- fins a Kalbarri, Austràlia Occidental). És més comú al sud-oest d'Austràlia que a Austràlia Meridional, encara que se sap ben poc sobre l'abundància relativa d'aquesta espècie en aquest darrer estat australià, el qual es troba al límit de la seua àrea de distribució geogràfica. Comparteix el seu hàbitat amb el seu congènere Centropogon australis, el qual viu als esculls arrecerats, àrees sorrenques i praderies marines fins a una fondària de 30 m. En alguns indrets d'Austràlia Occidental ha estat vist en les àrees on trenquen les onades en les àrees sorrenques i en altres hàbitats sorrencs.

## Observacions
És inofensiu per als humans, el seu índex de vulnerabilitat és moderat (39 de 100), és capturat amb destinació al comerç internacional de peixos ornamentals (de 18 a 25 dòlars estatunidencs l'exemplar, segons la grandària, el 2005) i pot ésser criat en captivitat. Tot i que no és destinat per al consum humà, de vegades és capturat de manera incidental per les xarxes d'arrossegament.